# Super Lady
«Super Lady» es una canción grabada por el girl group surcoreano (G)I-dle para su segundo álbum de estudio, 2. Fue publicado por Cube Entertainment como el sencillo principal del álbum el 29 de enero de 2024 junto con el resto del álbum. Fue escrita y producida por Soyeon, con la composición adicional de Pop Time, Daily y Likey.

## Composición y letra
La líder del grupo Soyeon escribió la letra de «Super Lady» y compuso la canción junto con Pop Time, Daily y Likey, quienes también se agruparon para componer «Queencard» (2023). La canción fue compuesta en una clave de mi menor, un tempo de 122 pulsaciones por minuto y una duración de 2:32 minutos. Soyeon mencionó en una entrevista con Billboard que «quiere dar el mensaje sobre la confianza y la fuerza de cada integrante de (G)I-dle». También se refirió a Beyoncé como una «Super Lady» porque «lo hace todo a la perfección, influyendo en otras personas que quieren seguirla».

## Recepción crítica
Im Dong-yeop de IZM resaltó el cambio del grupo de «Queencard» hacia «Super Lady» y el mensaje presente en ambos sencillos: la confianza. Sin embargo, menciona que la melodía es muy sencilla para el intenso mensaje de la canción, lo que hace difícil disfrutar plenamente de la música.

## Video musical
El video musical de «Super Lady» fue publicado el mismo día que el álbum. Fue dirigido por High Quality Fish y Soyeon. Según Soyeon, la producción para el video musical costó 1,1 mil millones de wones surcoreanos. El video empieza con el grupo entrando a un escenario en un estadio con varias luces brillando al rededor, que recuerda a la estética del grupo 2NE1. También se ven a las integrantes representando a personajes femeninos conocidos: Miyeon como Cleopatra, Minnie como Medusa, Soyeon como Atenea, Yuqi como Cruella de Vil y Shuhua como la Reina de Corazones.

## Reconocimientos

### Premios y nominaciones
| Ceremonia   | Año  | Categoría                                      | Resultado | Ref.  |
| ----------- | ---- | ---------------------------------------------- | --------- | ----- |
| MAMA Awards | 2024 | Canción del año                                | Nominado  | [ 8 ] |
| MAMA Awards | 2024 | Mejor interpretación de baile – grupo femenino | Nominado  | [ 8 ] |

### Victorias en programas musicales
| Programa      | Fecha                 | Ref.   |
| ------------- | --------------------- | ------ |
| Show Champion | 7 de febrero de 2024  | [ 9 ]  |
| M Countdown   | 8 de febrero de 2024  | [ 10 ] |
| M Countdown   | 15 de febrero de 2024 | [ 11 ] |
| M Countdown   | 22 de febrero de 2024 | [ 12 ] |

### Listículos
| Publicación | Año  | Lista                                                   | Posición | Ref.   |
| ----------- | ---- | ------------------------------------------------------- | -------- | ------ |
| Billboard   | 2024 | Las 20 mejores canciones de k-pop de 2024 (hasta ahora) | 12.º     | [ 13 ] |
| Billboard   | 2024 | Las 25 mejores canciones de k-pop de 2024               | 18.º     | [ 14 ] |

## Créditos y personal
Créditos adaptados de las notas del álbum.
Estudio
- Cube Studio – grabación
- Ingrid Studio – edición digital
- Prismfilter Studio – edición digital
- Klang Studio – mezcla
- 821 Sound – masterización

Músicos
- (G)I-dle – voces
  - Soyeon – letras, composición, arreglos, producción
- Pop Time – composición, arreglos, teclado
- Daily – composición, arreglos, teclado
- Likey – composición, arreglos
- Kako – coros
- Ryo – guitarra

Técnicos
- Shin Jae-bin – grabación
- Choi Ye-ji – grabación
- Jeong Eun-kyoung – edición digital
- Elum – edición digital
- Kang Seon-young – ingenieria para mezcla
- Koo Jong-pil – mezcla
- Kwon Nam-woo – masterización
- Yoo Eun-jin – asistente de masterización

## Posicionamiento en listas

### Listas semanales
| Lista (2024)           | Mejor posición |
| ---------------------- | -------------- |
| Corea del Sur (Circle) | 10             |
| Global 200 (Billboard) | 114            |
| Hong Kong (Billboard)  | 17             |
| Japón (Japan Hot 100)  | 49             |
| Taiwán (Billboard)     | 2              |

### Listas mensuales
| Lista (2024)           | Mejor posición |
| ---------------------- | -------------- |
| Corea del Sur (Circle) | 14             |